# Campionati italiani promesse di atletica leggera 2023
I LXVI Campionati italiani promesse di atletica leggera si sono svolti 17 al 18 luglio ad Agropoli, in Campania.
La fase di cross è stata disputata l'11 e 12 marzo a Gubbio alla Festa del Cross 2023, ed ha visto vincitrici nelle gare femminili Silvia Gradizzi per il cross corto e Sara Nestola negli 8 chilometri; al maschile Sahran Zouhir nel cross corto e Abderrazzak Gasmi nella 10 chilometri

## Risultati

### Corsa Campestre, 11-12 marzo a Gubbio
| Specialità       | Oro                                        | Prestazione | Argento                                         | Prestazione | Bronzo                                                   | Prestazione |
| Uomini           |                                            |             |                                                 |             |                                                          |             |
| Cross corto 3 km | Sahran Zouhir A.S.D. Milione               | 9:01        | Maresha Costa Atletica Brugnera PN Friulintagli | 9:12        | Marco Randucci Atletica Studentesca Rieti Andrea Milardi | 9:13        |
| Cross 10 km      | Abderrazzak Gasmi Toscana Atletica Jolly   | 31:34       | Alain Cavagna Atletica Valle Brembana           | 31:53       | Nicolò Bedini G.P. Parco Alpi Apuane                     | 32:04       |
| Donne            |                                            |             |                                                 |             |                                                          |             |
| Cross Corto 3 km | Silvia Gradizzi CUS Pro Patria Milano      | 10:48       | Luna Giovanetti Atletica Valle di Cembra        | 10:58       | Melissa Fracassini Atletica ARCS CUS Perugia             | 11:06       |
| Cross 8 km       | Sara Nestola Calcestruzzi Corradini Excels | 29:14       | Elisa Palmero Atletica Verona A.S.D. Piedimonte | 29:42       | Vivien Bonzi La Recasello Radici Group                   | 29:42       |